# ペンテトラゾール
ペンテトラゾール（Pentetrazol；PTZ）またはペンチレンテトラゾール（Pentylenetetrazol）は、かつて循環器、呼吸器系の興奮剤として使われていた薬物である。1934年にハンガリー系アメリカ人の神経学者・精神科医のラディスラス・J・メドゥナにより、高用量で痙攣を起こす事が発見されたことから痙攣療法にも使用された。これは主にうつ病に有効だと判明したが制御不能な痙攣発作等の副作用があり、1938年により実施が容易な電気痙攣療法が発明されるとすぐに取って代わられた。米国では、1982年に食品医薬品局による承認が取り消された。イタリアでは心肺機能賦活剤として、コデインと組み合わせて咳止め薬として使用されている。

## 作用機序
作用機序はよく判っておらず、複数の経路によるものと思われる。1984年、Squiresらはペンテトラゾールと構造的に関連する幾つかの痙攣薬について分析した報告を発表した。彼らは、in vivo での痙攣作用の強さは、in vitro でのGABAA受容体複合体のピクロトキシン結合部位への親和性と強い相関がある事を発見した。GABAAリガンドの多くは、鎮静剤のジアゼパムやフェノバルビタールの様に抗痙攣薬として有用であるが、ペンテトラゾールのGABAA受容体への結合は逆の作用を示すと推定された。
ペンテトラゾールが、神経細胞のイオンチャネルへ及ぼす影響に着目した研究が、幾つかなされている。1987年の研究では、ペンテトラゾールが神経細胞へのカルシウムとナトリウムの流入を増加させ、脱分極させる事が明らかにされた。この作用はカルシウムチャネル遮断薬によって阻害されたことから、ペンテトラゾールは恐らくカルシウムチャネルの選択性を失わせナトリウムイオンも通過可能にすると思われる。

## 研究用途
発作感受性を制御する医薬品や発作現象自体の研究において、実験動物にてんかん重積状態を起こす等の用途で使用されている。典型的な不安惹起薬でもあるため、動物を用いた不安障害の研究にも広く使用されてきた。主にGABAA受容体によって媒介される信頼性の高い弁別刺激性を有し、これは5-HT1Aリガンド、5-HT3リガンド、NMDA受容体リガンド、グリシン、L型カルシウムチャネルリガンド等の化合物によって調節できる。抗痙攣薬の薬理試験の一つとしてペンテトラゾール誘発痙攣の抑制効果を見る試験がある。
2015年より、特発性過眠症の治療薬として治験が実施されている。

## 参考資料
1. ↑  “KEGG DRUG: ペンテトラゾール”. www.genome.jp. 2021年12月31日閲覧。
2. ↑  Read, Charles F. (1940). “Consequences of metrazol shock therapy”. American Journal of Psychiatry 97 (3):  667–76. doi:10.1176/ajp.97.3.667.
3. ↑  Cooper, Kathryn, and Max Fink. (2014). “The chemical induction of seizures in psychiatric therapy: were flurothyl (indoklon) and pentylenetetrazol (metrazol) abandoned prematurely?”. Journal of clinical psychopharmacology 34 (5):  602-607. doi:10.1097/JCP.0000000000000173.
4. ↑  Minkel JR (2007年2月25日). “Drug May Counteract Down Syndrome”. Scientific American 2007年3月20日閲覧。
5. ↑  “Cardiazol-Paracodina”.   Agenzia Italiana del Farmaco. 2021年12月31日閲覧。
6. ↑  “Convulsant potencies of tetrazoles are highly correlated with actions on GABA / benzodiazepine / picrotoxin receptor complexes in brain”. Life Sci. 35 (14):  1439–44. (1984). doi:10.1016/0024-3205(84)90159-0. PMID 6090836.
7. ↑  “The ionic mechanism of the pentylenetetrazol convulsions”. Acta Biol. Hung. 38 (3–4):  349–61. (1987). PMID 3503442.
8. ↑  “The discriminative stimulus effects of pentylenetetrazol as a model of anxiety: recent developments”. Neurosci. Biobehav. Rev. 26 (4):  429–39. (2002). doi:10.1016/S0149-7634(02)00010-6. PMID 12204190.
9. ↑  Balance Therapeutics (2019-01-14). A Randomized, Placebo-Controlled, Double-blind, Fixed-Dose, Multiple Cohort, Multiple Crossover, Dose-Finding Study of Oral BTD-001 in Adults With Idiopathic Hypersomnia (IH) or Narcolepsy Type 2.
10. ↑  Balance Therapeutics (2020-04-28). A Randomized, Placebo-Controlled, Double-Blind, Crossover Study of Oral BTD-001 in Adults With Idiopathic Hypersomnia.